# Royal IHC
ИХЦ (Royal IHC) — голландская компания, базирующейся в Киндердейке. Основное внимание уделяется разработке и строительству судовых скиммеров и аксессуаров для морской промышленности.

## История
История «IHC» уходит корнями в середину XVI века. В то время обширные территории Нидерландов были полностью погружены под воду или представляли собой топкие низины приливно-отливной зоны. Жителям страны приходилось мириться с таким ландшафтом. Однако, в шестнадцатом веке, когда были сделаны первые существенные шаги в области контроля вод и появились нидерландские польдеры, ситуация изменилась. В ходе процесса были получены ценные знания и практический опыт в сфере обращения с водой, иловой глиной и течениями, и были заложены основы землечерпательных работ в известном нам на сегодняшний день виде. К концу девятнадцатого века индустриализация дала землечерпательным работам и кораблестроению новый импульс, тогда появились первые паровые ковшовые и самоотвозные дноуглубительные земснаряды. Развитие Нового водного пути г. (1872 г.) и строительство Барьерной плотины (1927—1932 гг.) показательные примеры изобретательности и опыта инженеров-проектировщиков и гидротехников. Эти два колоссальных проекта продвинули Нидерланды на международный высший уровень как эксперта по кораблестроению и дноуглубительным работам.
В ходе Второй мировой войны ряд нидерландских верфей решили объединить усилия и сконцентрироваться на совместных продажах оборудования для проведения землечерпательных работ. Партнерство между верфями было таким успешным, что в 1965 году была основана компания «Industriële Handels Combinatie Holland NV». Деревня Киндердейк стала местом расположения головного отделения «IHC Holland». В то время она обеспечивала работой примерно 6500 человек. Когда мировая рецессия 1970-х годов ударила по индустрии кораблестроения, правительство Нидерландов вложило большое количество средств в основные верфи, которые производили крупные суда для традиционных рынков. В конце концов эти судостроительные заводы не выдержали международной конкуренции. В то же время, многие менее крупные предприятия с крайне низкой степенью государственной поддержки, смогли выжить благодаря тому, что они акцентировали свое внимание на совмещении производства оборудования и судов. «Royal IHC» была одной из них.

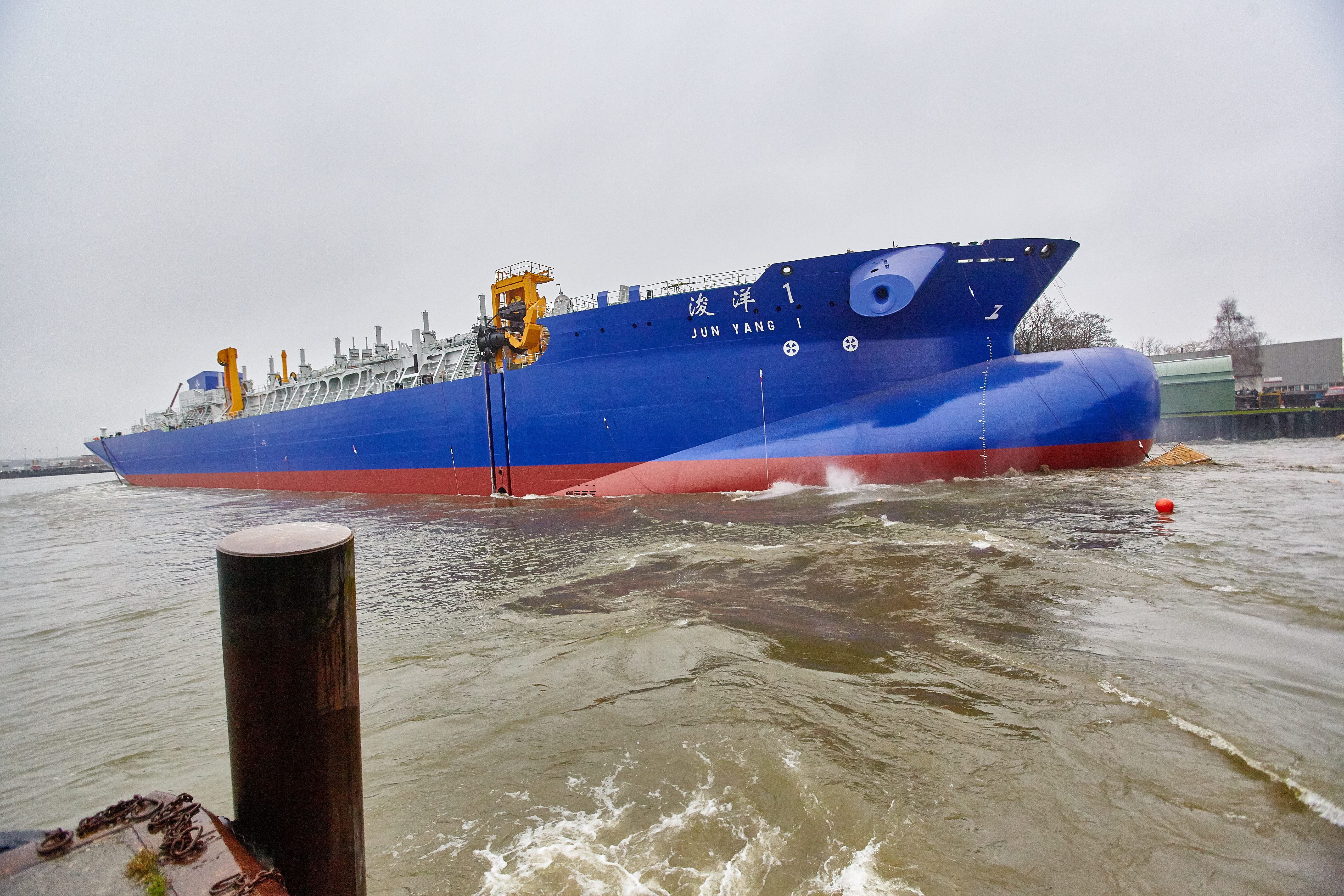

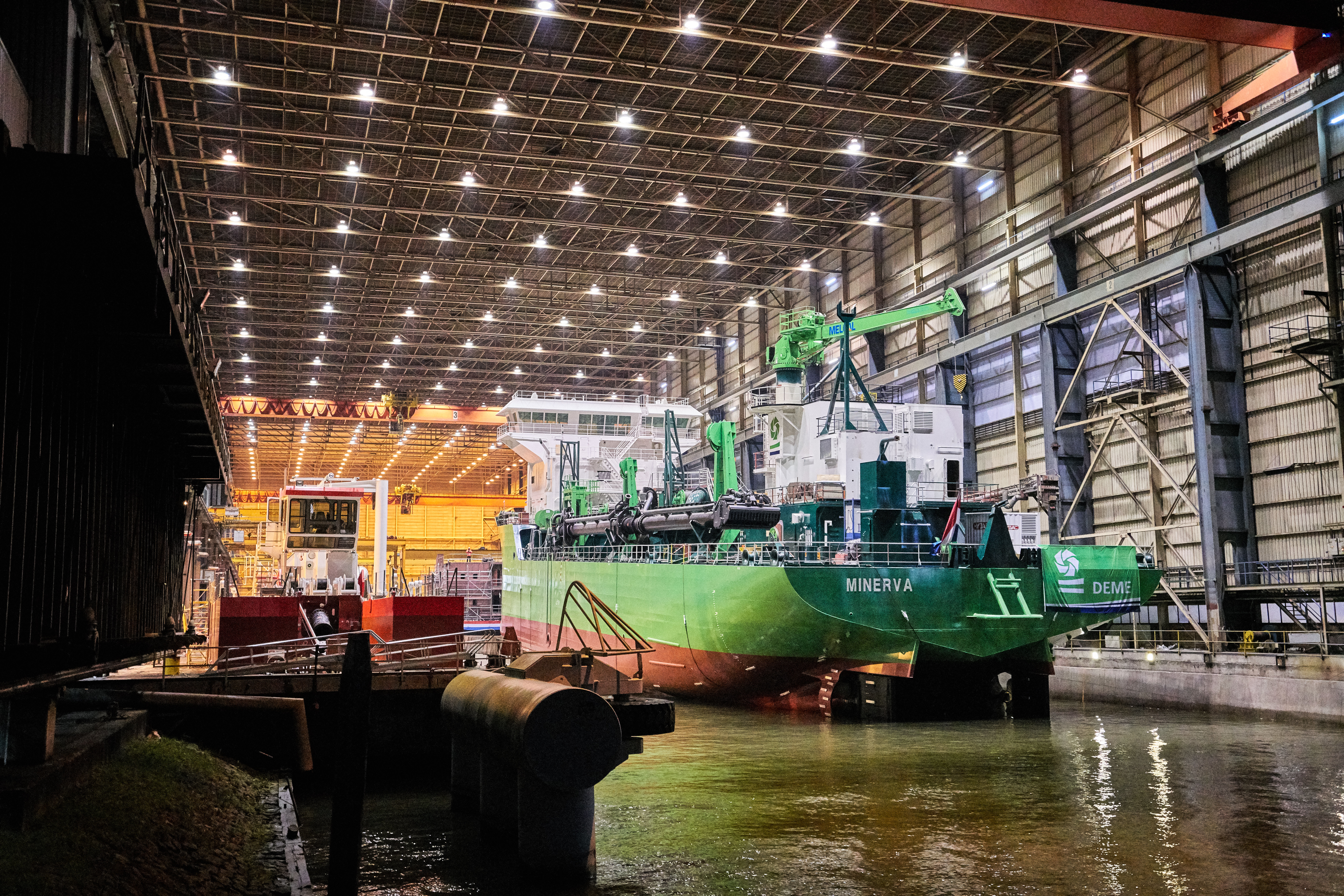

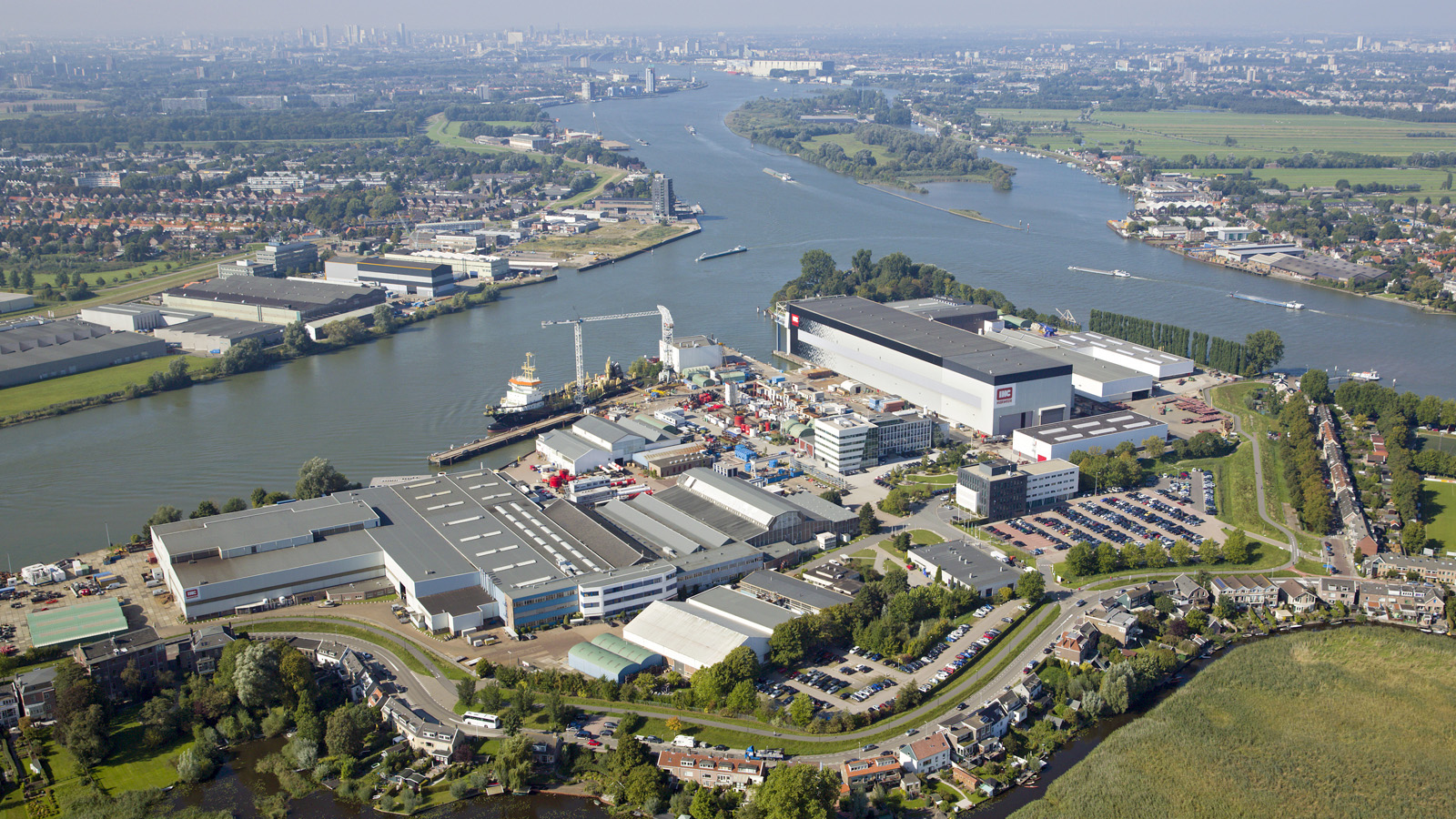

В июне 2014 г. компании «IHC» было присвоено звание «Королевская» (Royal). Для получения такого титула компания должна существовать как минимум 100 лет, иметь значимый масштаб для экономики страны, высокую степень надежности и первоклассную репутацию. Она должна иметь национальное значение, быть широко известной в Нидерландах и желательно иметь перспективу развития на международной арене.

## Кораблестроение
Дноуглубительные суда
Всё началось со строительства судов для землечерпательных работ. «IHC» обладает уникальными знаниями и опытом в проектировании и строительстве всевозможных судов для землечерпательных работ. Суда «IHC» работают по всему миру, среди них, самоходные самоотвозные земснаряды, а также изготовленные по индивидуальному проекту, либо стандартные фрезерные землесосы.
Самоходный саморазгружающийся земснаряд (ССЗ) в ходе работы тащит грунтозаборное устройство и загружает грунт, извлечённый при дноуглубительных работах, в один или несколько приемных трюмов на судне. Когда трюмы наполняются, ССЗ отправляется в зону отвала и либо сбрасывает материал через люки в корпусе или выкачивает материал из трюмов. Мы можем увидеть такие суда за работой во многих уголках мира. Они участвуют в проектах по землечерпательным работам и намыву территорий, таких как, например, «Maasvlakte 2» неподалеку от Роттердама.
Компания производит фрезерные землесосы (ФЗ) различных форм и размеров. Они могут использоваться в широком спектре проектов по землечерпательным работам. Они помогают отвоёвывать сушу у моря, производить дноуглубительные работы во входных каналах и создавать или расширять гавани посредством удаления грунта на суше. Они также используются для очищения рек, озёр и каналов от загрязнений и ила. В зависимости от конкретных требований заказчиков, они могут строиться в соответствии со стандартными проектами или индивидуальными. Примеры их деятельности можно найти в различных странах мира, например, в проекте по расширению Панамского канала, где необходимо удалять большие количества твердого грунта и камней.
Производство оборудования для проведения горных работ является одной из ключевых областей, в которой «IHC» уже более века осуществляет проектирование и производство. Компания накопила уникальные знания, которые позволяют ей и дальше развиваться в этой области. Примером тому может служить разработка колес для землечерпательных горных работ, автоматизированные системы, технологии погружных насосов и систем черпаковых цепных грунтозаборов. «IHC» продолжает исследовать ультрасовременные проекты систем для проведения горных работ и их функционирование. «IHC» также производит оборудование для добычи золота, олова (оловянной руды), алюминия (боксита), минерального песка (ильменит, рутил, циркон), обнаружения алмазных месторождений, каменной соли и других устройств для мокрой отработки.
Глубоководная морская добыча является новым развивающимся сектором. Подобные проекты на данный момент создаются с нуля, поскольку проверенной технологии для проведения работ в глубоководных районах моря пока не существует. Для разработки новых способов экскавации и глубоководных транспортных систем необходим серьёзный технологический переходный процесс. Основными проблемами здесь являются гипербарические состояния, транспортировка грунта, удаленное управление и соответствующее техническое обслуживание.
Сегодня доля «IHC» на международном рынке инновационного дноуглубительного оборудования составляет более 50 %.
Назначение офшорных судов, выпускаемые компанией:
- прокладка труб и кабеля
- обеспечение водолазных работ
- обслуживание модулей и геолого-технические мероприятия
- универсальная поддержка морских операций
- подъём тяжеловесных грузов

## Целевое оборудование
В данном подразделении компании используется весь накопленный опыт создания специального целевого оборудования. Здесь проектируются и производятся высокотехнологичные установки и системы, а также части машин для дноуглубительных работ и работ в море. Здесь также работают различные команды инженеров, которые уделяют большое внимание развитию.

## Инновации и развитие
В настоящее время 3 % оборота компании тратится на научно-исследовательские и опытно-конструкторские разработки. В них принимают участие 200 сотрудников и внутренний научно-исследовательский и проектный институт специалистов, «IHC MTI». Среди последних разработок можно выделить траншеекопатель «Hitraq» и два дноуглубительных судна, работающих на сжиженном природном газе. Уникальные самоходные земснаряды, использующие СПГ, позволяют снизить расход топлива и обеспечить крайне низкий уровень выбросов.

## Новые рынки
Компания «IHC» также разрабатывает решения для относительно новых рынков, таких как рынки возобновляемых источников энергии и рынок вывода из эксплуатации сложной морской техники. Для установки оснований ветровых энергоустановок поставляются различные инструменты для спуско-подъёмных работ, такелажные приспособления и гидравлические пресс-молоты. Системы шумоподавления с успехом помогают подрядчикам снизить уровень шума и соответствовать требованиям законодательства.
Другим примером опыта работы в море, который полезен для других рынков, является сбор водорослей. Наши знания проектирования судов для землечерпательных работ позволяют нам изучать возможность реконструкции самоходных саморазгружающихся земснарядов в машины для механического сбора морских водорослей.

## Факты и числа
- Наименование: «Royal IHC B.V.»
- Отрасль: строительство судов и оборудования для дноуглубительных работ, офшорных операций, работ в открытом море, горного промысла
- Штаб-квартира: Смитсвег 6, Киндердейк, Нидерланды
- Область деятельности: во всем мире
- Ключевые фигуры: Дэйв Ван дер Хёде (главный исполнительный директор), Ари Вергюнст (главный финансовый директор)
- Деятельность: целевое оборудование, кораблестроение, оказание услуг
- Количество сотрудников: более 2700
- Доход в 2015 г.: 1161,3 млн евро